# Yepes
Yepes là một đô thị trong tỉnh Toledo, Castile-La Mancha, Tây Ban Nha.

## Dân số
Năm 2006: 5200 người.